# شهرستان هیل (آلاباما)
شهرستان هیل، آلاباما (به انگلیسی: Hale County, Alabama) شهرستانی در ایالات متحده آمریکا است که در آلاباما واقع شده‌است.

## خصوصیات
شهرستان هیل ۱٬۷۰۱٫۶۳ کیلومترمربع مساحت دارد.